# Amigos Forever
„Amigos Forever” – singel Aleksa C. i Yasmin K. wydany w 2002 roku.

## Lista utworów
- VHS promo (2002)[1]

1. „Amigos Forever” (Original Version)
2. „Amigos Forever” (Blurred Version)

- płyta gramofonowa promo (2002)[2]

A1 „Amigos Forever” (DJ Pontos Remix)
A2 „Amigos Forever” (SH 101 Club Mix)
B „Amigos Forever” (Green Court Remix)
- CD maxi–singel promo (2002)[3]

1. „Amigos Forever” (Radio Mix) – 3:32
2. „Amigos Forever” (Radio Dance Mix) – 3:52

- Płyta gramofonowa (2002)[4]

A1 „Amigos Forever” (DJ Pontos Remix)
A2 „Amigos Forever” (Club 'SH 101' Mix)
B „Amigos Forever” (Green Court Remix)
- CD maxi–singel (2003)[5]

1. „Amigos Forever” (Radio Mix) – 3:32
2. „Amigos Forever” (Radio Dance Mix) – 3:52

- CD maxi–singel (2003)[6]

1. „Amigos Forever” (Radio Mix) – 3:32
2. „Amigos Forever” (Radio Dance Mix) – 3:52
3. „Amigos Forever” (Club "SH101" Mix) – 7:24
4. „Amigos Forever” (Green Court Remix) – 8:36
5. „Amigos Forever” (DJ Pontos Remix) – 7:03
6. „Amigos Forever” (Extended Mix) – 4:27

Multimedia: Amigos Game

## Notowania na listach przebojów
| Kraj       | Lista (2003)    | Najwyższa pozycja |
| ---------- | --------------- | ----------------- |
| Niemcy     | Top 100 Singles | 35                |
| Szwajcaria | Singles Top 75  | 86                |